# Петровщина (Новгородская область)
Петровщина — деревня в Солецком районе Новгородской области.

## География
Находится в западной части Новгородской области на расстоянии приблизительно 10 км на запад-юго-запад по прямой от районного центра города Сольцы на правом берегу Шелони.

## История
Деревня отмечалась еще на карте 1840 года. В 1877 году здесь (деревня Порховского уезда Псковской губернии) было учтено 32 двора. До 2020 года входила в состав Горского сельского поселения до его упразднения.

## Население
Численность населения: 158 человек (1877 год), 18 (русские 100 %) в 2002 году, 10 в 2010.